# Batalla de Torreón
La batalla de Torreón (1914) fue un enfrentamiento militar decisivo en la Revolución mexicana entre las fuerzas constitucionalistas de Pancho Villa y las fuerzas federales defensoras de la ciudad.
Tras la batalla los villistas consiguieron numeroso armamento, consiguieron el dominio de varias vías de comunicación y paso fácil al centro del país.

## Causas
Torreón fue lugar de cuatro batallas durante la Revolución Mexicana, la primera toma de Torreón se efectuó por las fuerzas maderistas el 20 de marzo cuando la ciudad fue saqueada matando a más de 300 chinos (esto ocurrió el 15 de mayo de 1911) Por las huestes revolucionarias, participando también el pueblo azuzado por el General Benjamín Argumedo (erróneamente, siempre se le adjudica esta famosa matanza de ciudadanos de origen chino a las tropas del general Francisco Villa).
Durante la segunda fase de la Revolución mexicana iniciada el 19 de febrero de 1913 con el alzamiento de Victoriano Huerta y su posterior toma del poder que no fue reconocida en varias regiones del país, iniciando varios movimientos de resistencia al mando de Carranza.
El 8 de marzo, con una banda de 8 hombres, Villa entró desde Texas a Chihuahua iniciando su lucha armada, ganando el apoyo popular y consiguiendo armas que robó al ejército. Los nueve hombres que cruzaron aquel día fueron: Pancho Villa, Carlos Jáuregui, Darío W. Silva, Juan Dozal, Tomás Morales, Pedro Sapién, Miguel Saavedra, Manuel Ochoa y Pascual Álvarez Tostado. Pronto sus fuerzas aumentaron en número. Pronto ganó el dominio de la mayor parte del estado. El 26 de agosto tomó San Andrés capturando varias piezas de artillería. A fines de septiembre tomó Camargo, Santa Rosalía y Jiménez, el 29 de ese mes tomó La Loma y Durango donde es nombrado general de la División del Norte, luego toma Avilés capturando 2 piezas de artillería, 600 fusiles, 150 000 cartuchos y 360 granadas. 
El 29 de septiembre ataca Torreón (segunda batalla) con 4000 hombres, la ciudad es defendida por 5000 hombres al mando del general Eutiquio Munguía y Benjamín Argumedo, los villistas tomaron los pueblos de Lerdo, Gómez Palacio, San Pedro y al final atacó la ciudad por el Cañón del Huarache. La ciudad de Torreón cayó el primero de octubre de 1913, sin ser saqueada, en esta ocasión hubo grandes incendios provocados por los morteros y cañonazos de las baterías villistas bajo el mando del General Felipe Ángeles; murieron 38 villistas y 467 federales, otros 71 villistas son heridos. Villa captura 2 cañones blindados, 300 granadas, 532 rifles calibre 7 mm., 500 000 a 1 500 000 de cartuchos, 300 fusiles, 40 máquinas de ferrocarril y 6 ametralladoras.
Tras su victoria Villa marchó al norte, entre el 5 y el 8 de noviembre atacó la ciudad de Chihuahua sin éxito, tras esto el 14 de noviembre capturó un tren en camino a Ciudad Juaréz, oculta su ejército en los vagones y al llegar a la ciudad lo dejan entrar sin inspección, en la media noche salen del tren y toman la ciudad, diez días después vence en la Batalla de Tierra Blanca y toma Victoria, destruyendo el ejército federal cuyo resto huyen, luego ataca a la ciudad de Chihuahua que cae el 8 de diciembre de 1913 y el 11 de enero de 1914 toma Ojinaga, pasando a controlar todo el estado de Chihuahua. Pero Torreón es de nuevo tomada por tropas federales y Villa se propone recuperarla.

## La batalla

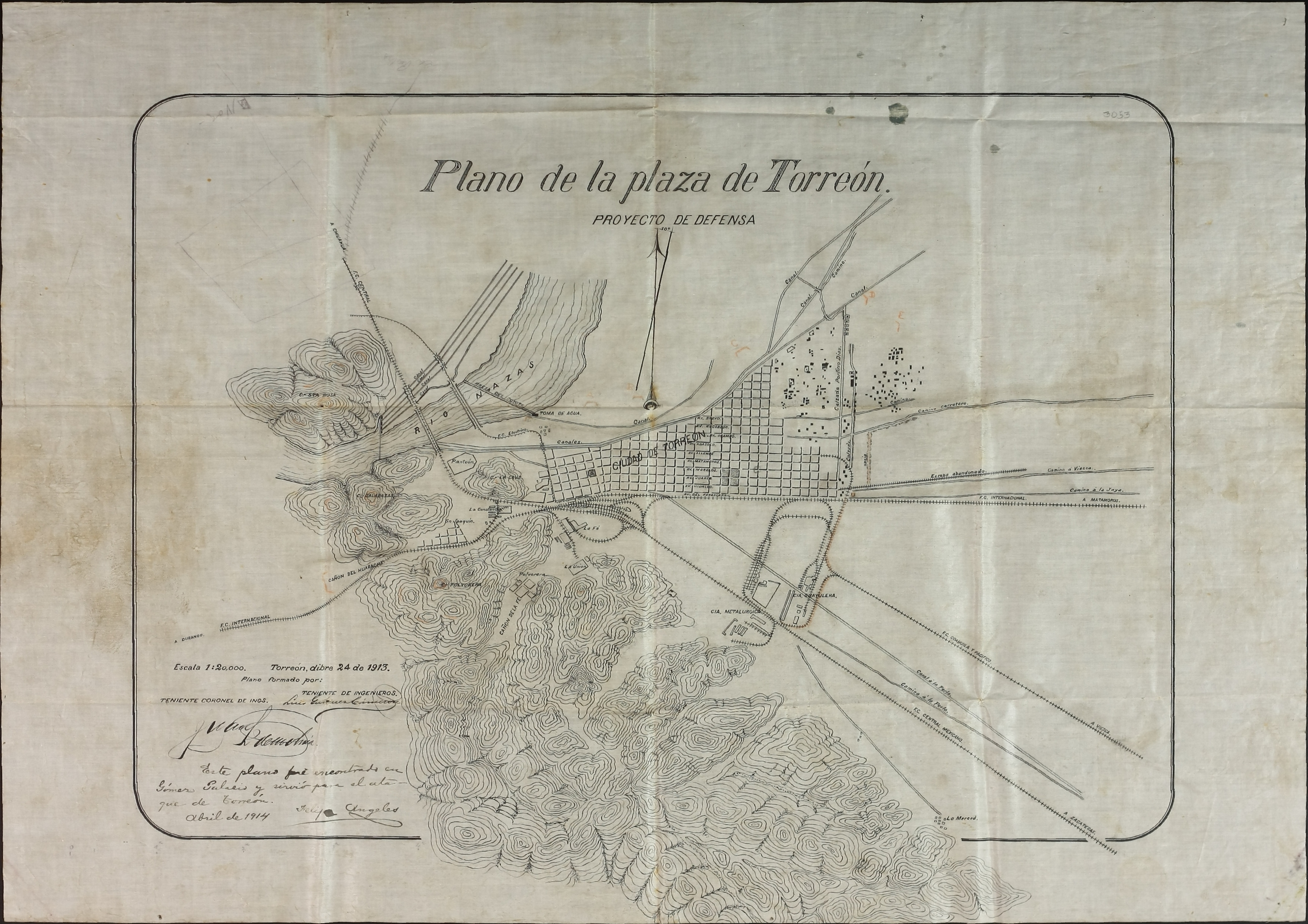
Plano encontrado en Gómez Palacio que sirvió para el ataque de Torreón.

Del 19 de marzo al 2 de abril de 1914 ocurre la tercera toma de Torreón por los revolucionarios constitucionalistas (segunda de Villa), en un sangriento enfrentamiento entre ambas fuerzas que se conoce como "La batalla de Torreón". También en esta ocasión se dio la expulsión de los españoles ordenada por Villa.  El 20 de marzo el ejército villista llega por tren a Tlahualilo que toma sin problemas, poseen armas compradas a EE. UU.. Villa avanzó secretamente por tren hasta Lerdo Durango que tomó sin problemas, los federalistas sólo se enteraron cuando sus puestos de avanzada fueron destruidos, las guarniciones de Bermejillo, Tlahualilo y Mapimí huyeron a Torreón ante el avance de Villa.
Avanzan a la ciudad con un ejército de más de 10 000 hombres, la ciudad es defendida por 10 000 hombres al mando del exitoso general José Refugio Velasco. Los villistas ocupan los alrededores de la ciudad con el fin de aislarla.
Ya posicionados en la estación Bermejillo, el general Felipe Ángeles habló por teléfono a Torreón con el general Velasco, a fin de pedirle la plaza y evitar así el derramamiento de sangre, pero la negociación no llegó a nada, después de que Villa tomó el teléfono.

Velasco, con los cerros de La Pila, Santa Rosa, La Cruz, Calabazas, Polvorera, Las Noas y el cañón del Huarache fuertemente artillados, estaba seguro de proteger la plaza. Los ataques de Villa directos a la plaza fuerte fueron rechazados, este entonces tomó uno por uno las defensas alrededor de la ciudad, tomó Lerdo el 23 y Gómez Palacio el 25, pueblos estratégicos cercanos a la ciudad y luego la bombardeó. Ya para el 2 de abril con la situación insostenible Velasco ordena evacuar la ciudad, que cae al día siguiente, llevando sus tropas a Saltillo en Coahuila.

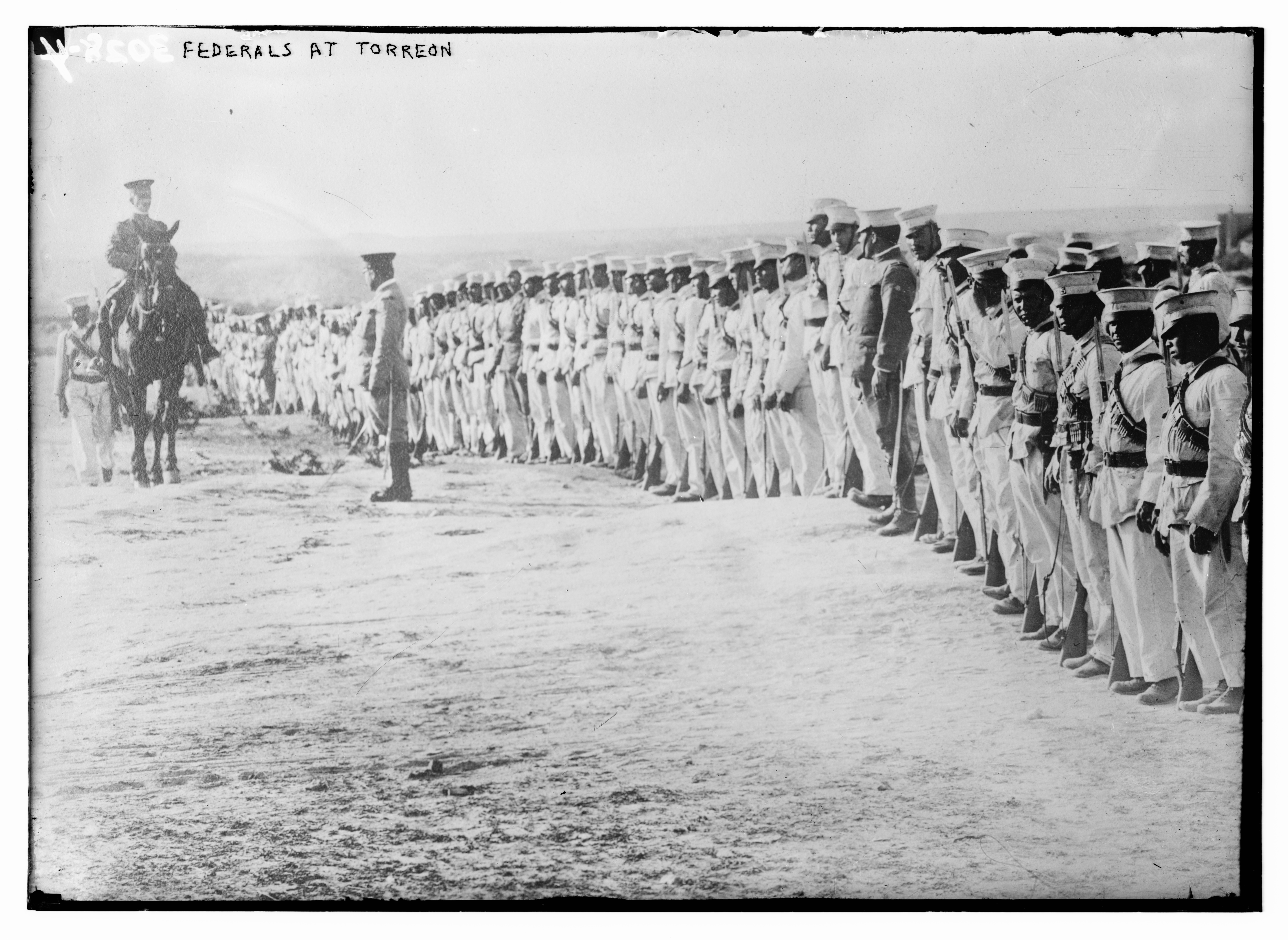
Tropas federales
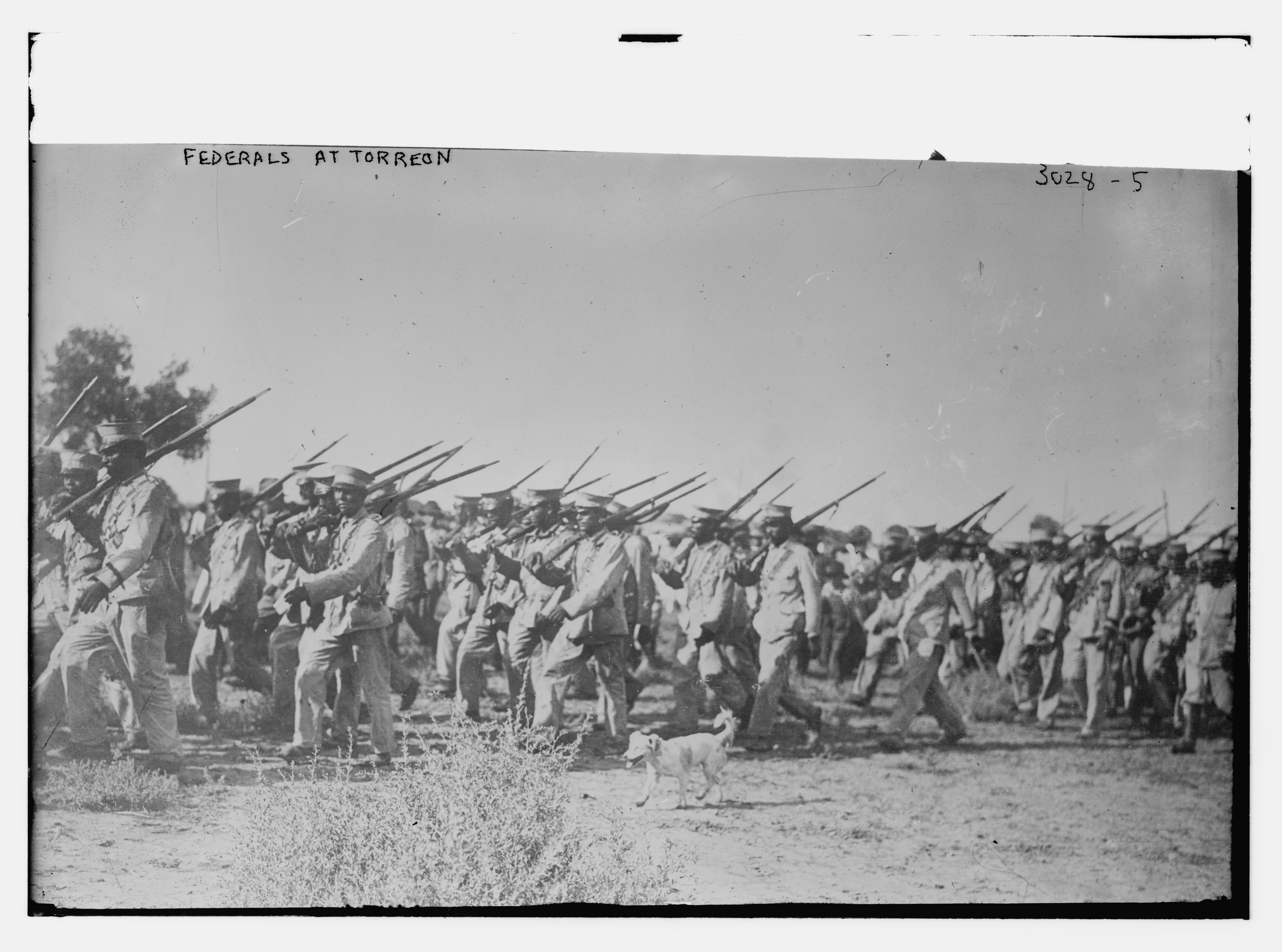
Tropas federales
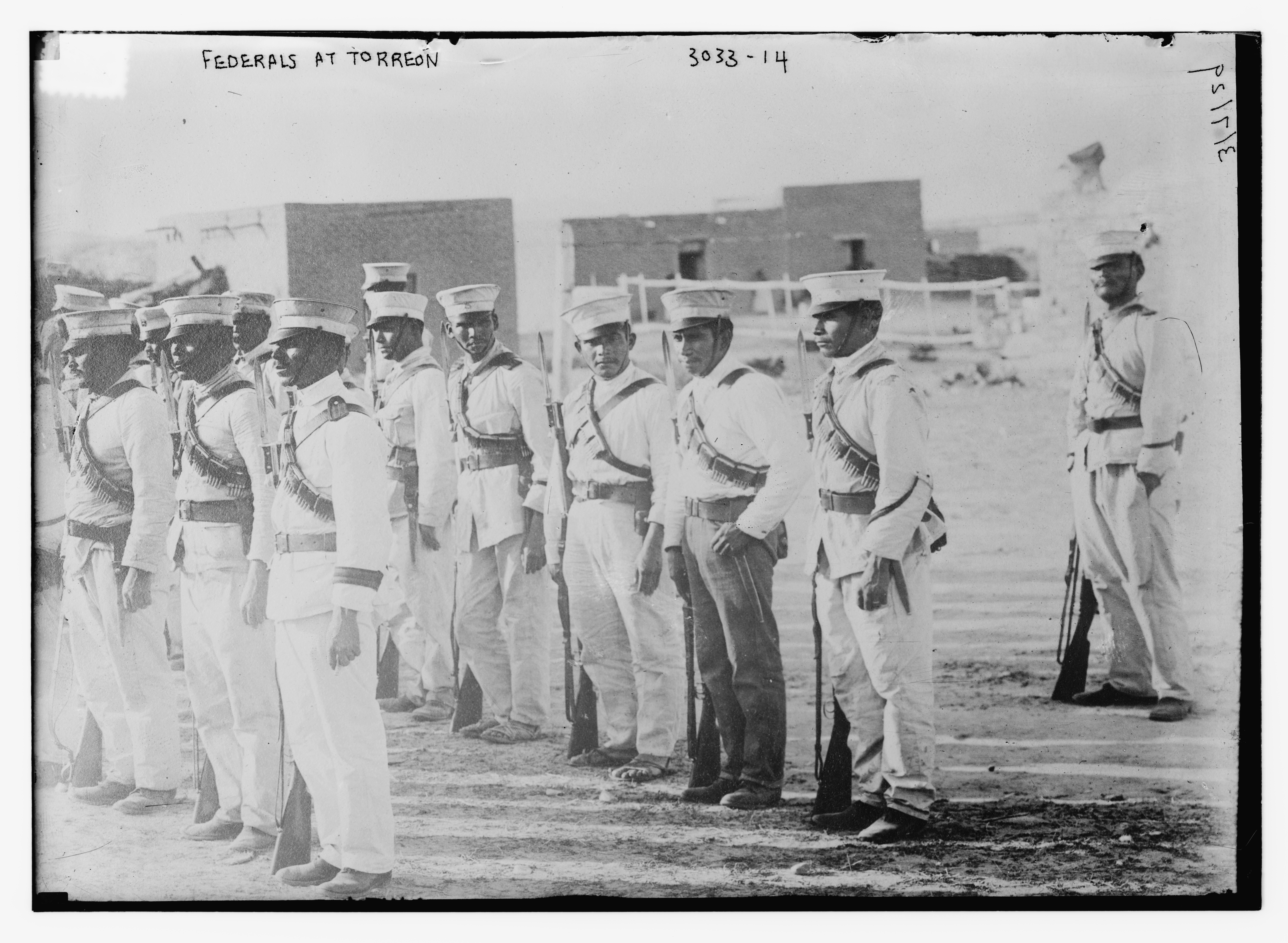
Tropas federales
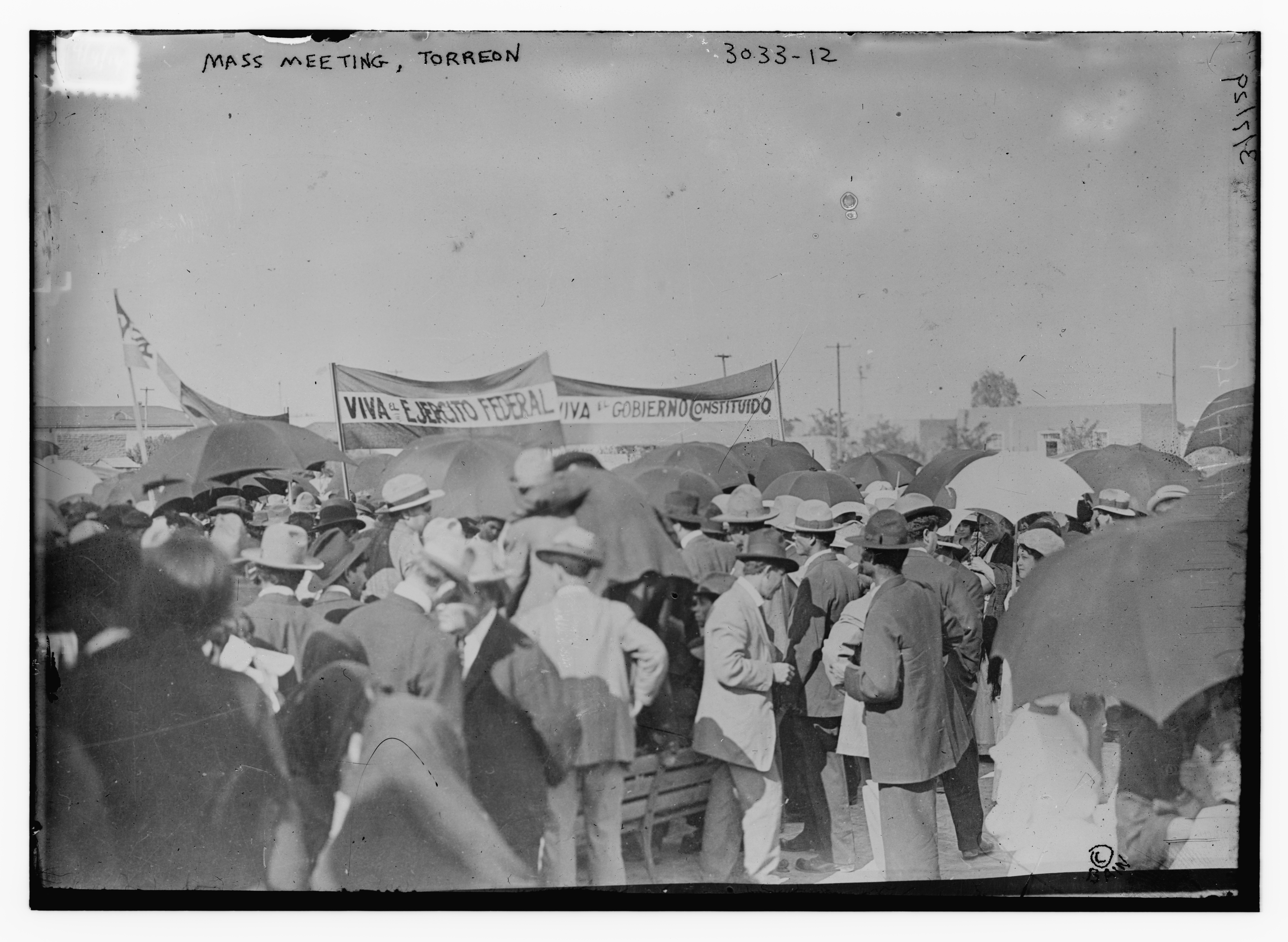
Mitin en Torreón apoyando al gobierno
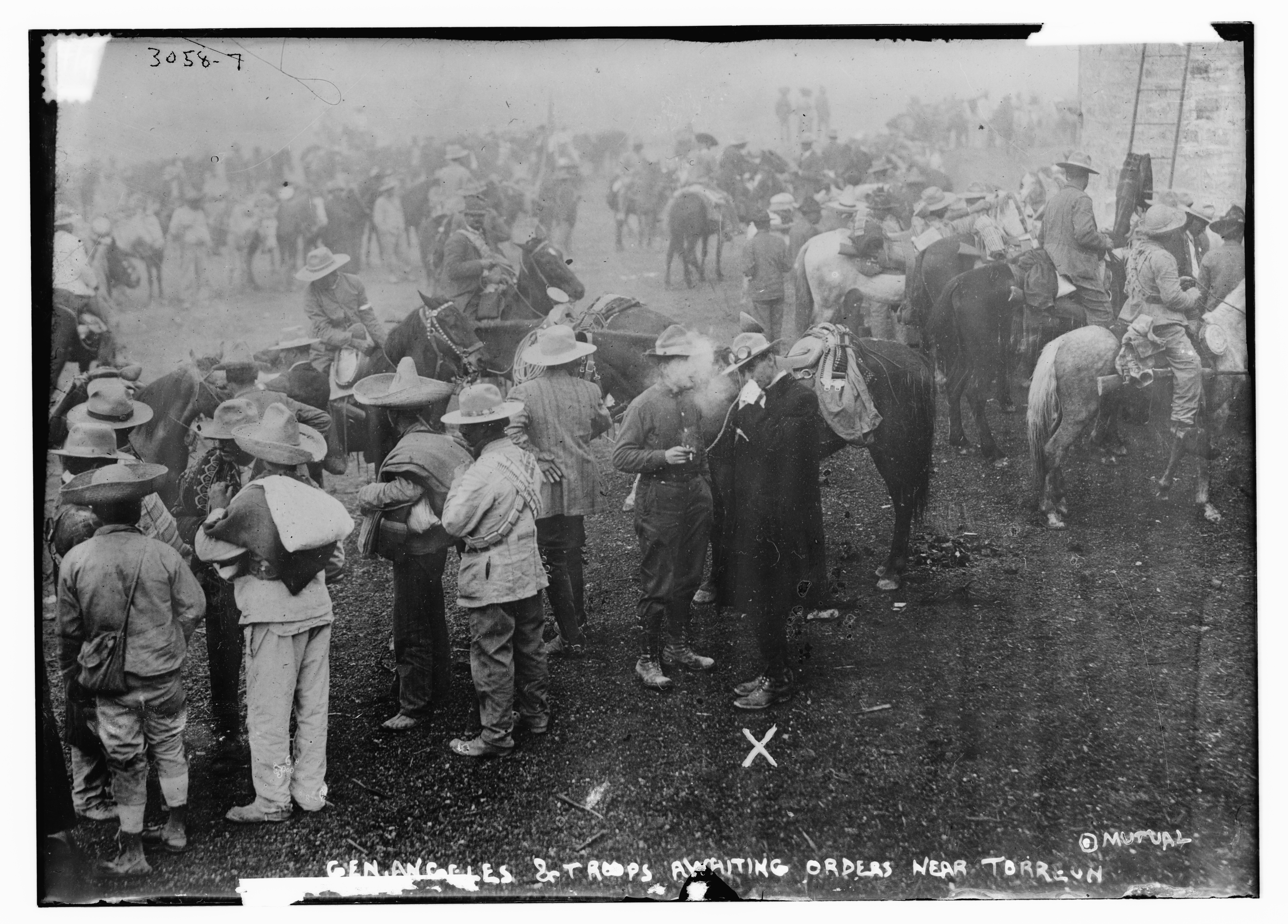
El General Felipe Angeles esperando ordenes cerca de Torreón

Posteriormente en 1916 se llevó a cabo la cuarta y última toma de Torreón (tercera de Villa). En esta ocasión exigió un préstamo forzoso, entregándosele un millón de pesos.

## Consecuencias
La ciudad y sus alrededores fueron destruidos; los villistas capturaron amplios armamentos, aunque no demasiados ya que la mayor parte fue evacuada por los federales; tras tomar la ciudad, se ejecutó a varios federales. La batalla costó 5.000 muertos e igual número de heridos, los villistas pasaron a controlar varias vías de comunicación del centro y norte del país.